# Servigney
Servigney ist eine Gemeinde im französischen Département Haute-Saône in der Region Bourgogne-Franche-Comté.

## Geographie
Servigney liegt auf einer Höhe von 308 m über dem Meeresspiegel, vier Kilometer nordnordöstlich von Saulx und etwa 16 Kilometer nordöstlich der Stadt Vesoul (Luftlinie). Das Dorf erstreckt sich im zentralen Teil des Departements, im Nordosten des Beckens von Saulx, auf der Hochfläche nördlich der Niederung des Durgeon, westlich der Höhen des Mont d'Ahie.
Die Fläche des 5,78 km² großen Gemeindegebiets umfasst einen Abschnitt im Bereich des Beckens von Saulx. Von Osten nach Westen wird das Gebiet von der Talniederung des Durgeon durchquert. Dieser tritt westlich des Dorfes in ein sich rasch vertiefendes Erosionstal ein. Die westliche Abgrenzung markiert das ebenfalls in die Umgebung eingeschnittene Tal des Ruisseau de la Cude, eines rechten Zuflusses des Durgeon. Beide Bachläufe werden zu Weihern aufgestaut.
Nördlich des Durgeon befindet sich die Hochfläche von Servigney, die durchschnittlich auf 310 m liegt. Sie gipfelt im Montégnu (331 m) und wird überwiegend landwirtschaftlich genutzt. Weiter nach Norden erstreckt sich das Gemeindeareal über ein Erosionstal bis in die ausgedehnten Waldungen des Bois de Servigney und des Bois la Derrière. Mit 366 m wird hier die höchste Erhebung von Servigney erreicht. In geologisch-tektonischer Hinsicht besteht das Gelände aus einer Wechsellagerung von sandig-mergeligen und kalkigen Sedimenten, die während der Lias (Unterjura) abgelagert wurden. An einigen Orten tritt auch Buntsandstein und Muschelkalk aus der Trias zutage.
Zu Servigney gehört die Siedlung Pont Joly (292 m) an der Brücke über den Durgeon.
Nachbargemeinden von Servigney sind Visoncourt und Brotte-lès-Luxeuil im Norden, Genevrey im Osten, Saulx im Süden sowie Mailleroncourt-Charette im Westen.

## Geschichte
Von einer frühen Besiedlung des Gebietes zeugen mehrere Gräber, die auf der Flur Tombois entdeckt wurden. Erstmals urkundlich erwähnt wird Servigney im Jahr 1294. Im Mittelalter gehörte das Dorf zur Freigrafschaft Burgund und darin zum Gebiet des Bailliage d’Amont. Zusammen mit der Franche-Comté gelangte der Ort mit dem Frieden von Nimwegen 1678 definitiv an Frankreich. Zu einer Gebietsveränderung kam es im Jahr 1808, als der Nachbarort Genevrey nach Servigney eingemeindet wurde. Bereits 1832 erhielt dieser seine Gemeindeautonomie wieder zurück. Heute ist Servigney Mitglied des 17 Ortschaften umfassenden Gemeindeverbandes Communauté de communes du Pays de Saulx.

## Sehenswürdigkeiten
Servigney besitzt keine eigene Kirche, das Ortsbild wird von einem Glockenturm geprägt. Einige Häuser aus dem 17. und 18. Jahrhundert sind erhalten und zeigen den traditionellen Stil der Haute-Saône. Ein ehemaliger Herrschaftssitz dient heute als Landwirtschaftsbetrieb. Das Lavoir aus dem 19. Jahrhundert wurde einst als Waschhaus und Viehtränke benutzt.

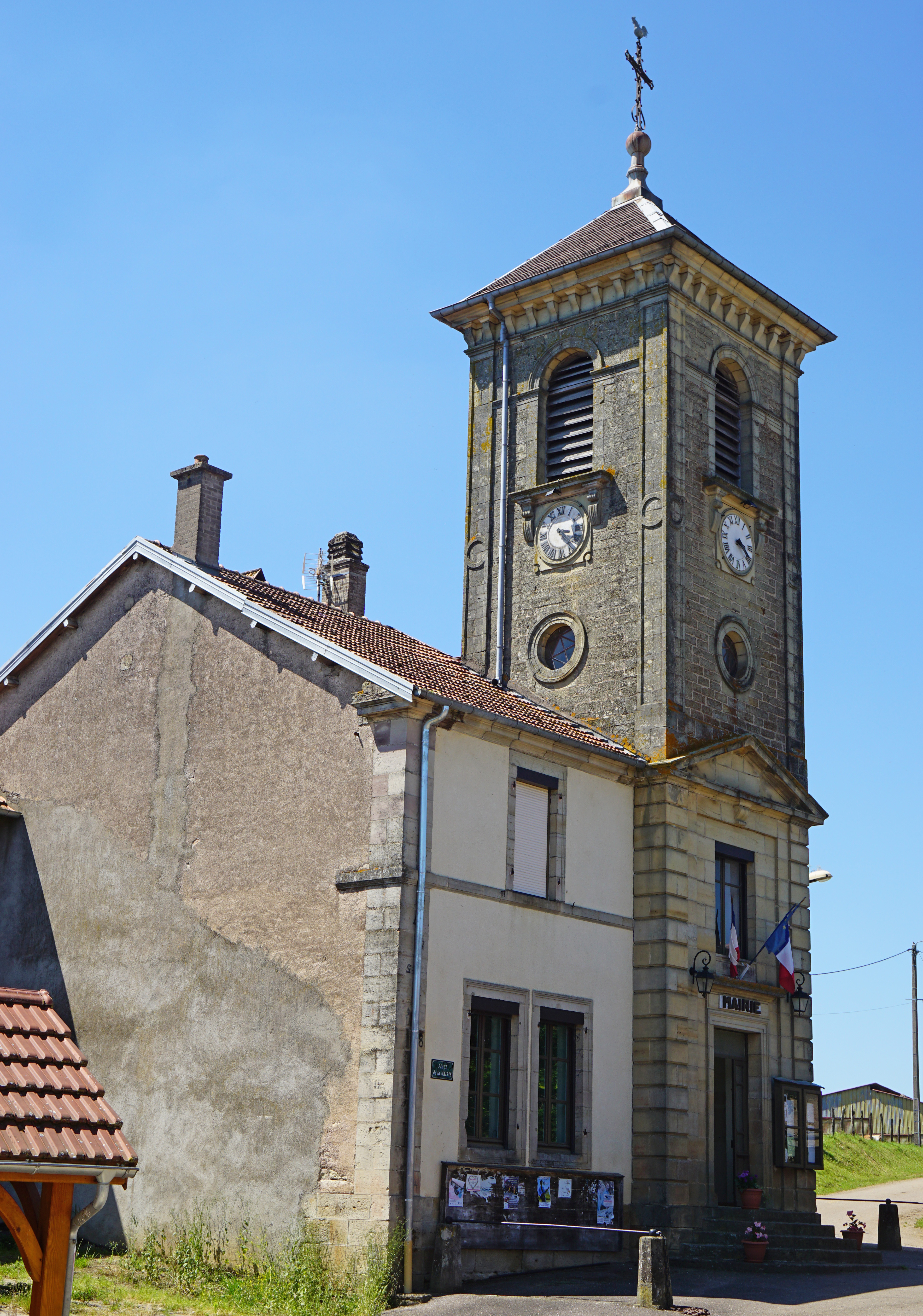
Mairie mit Glockenturm
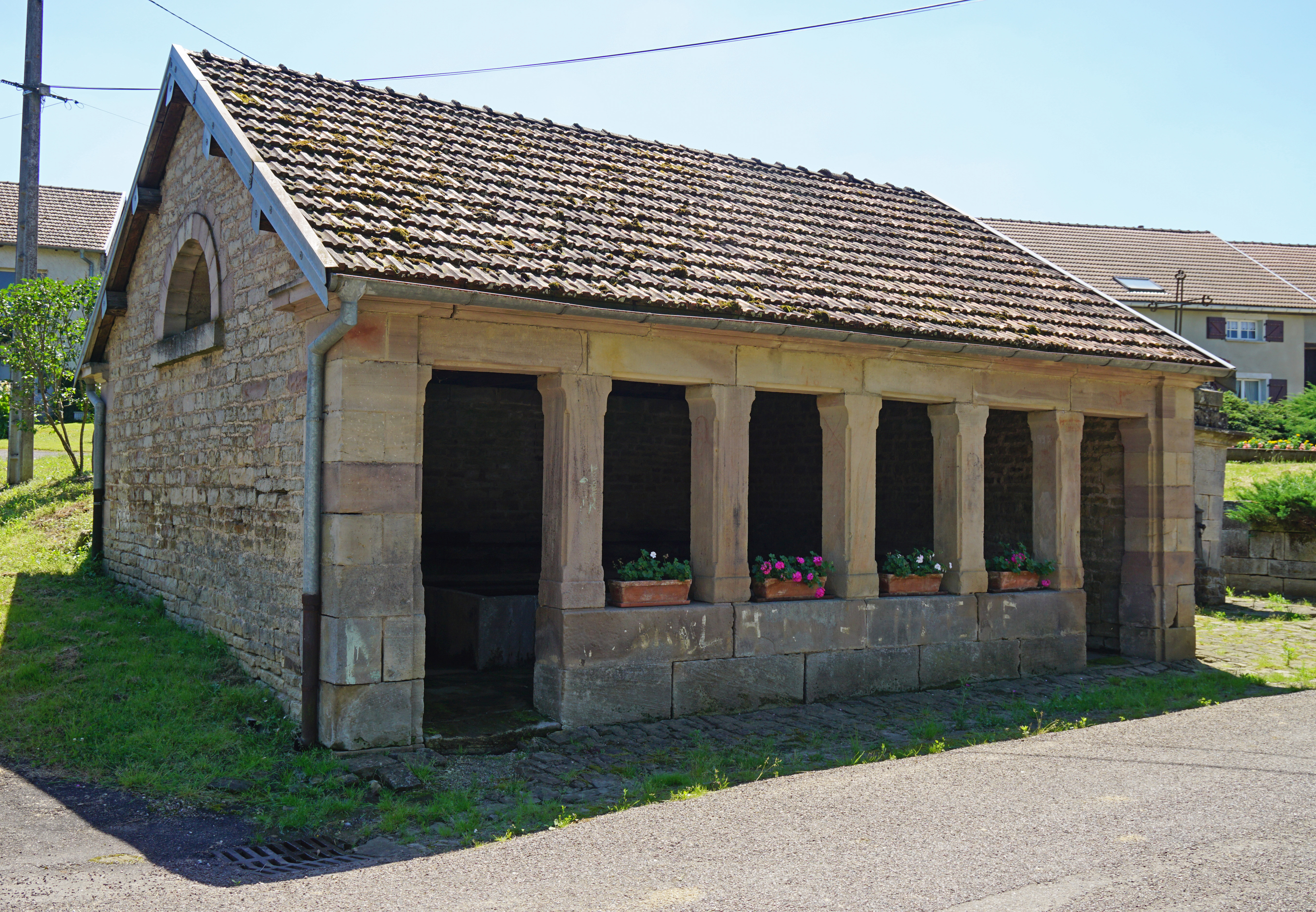
Lavoir
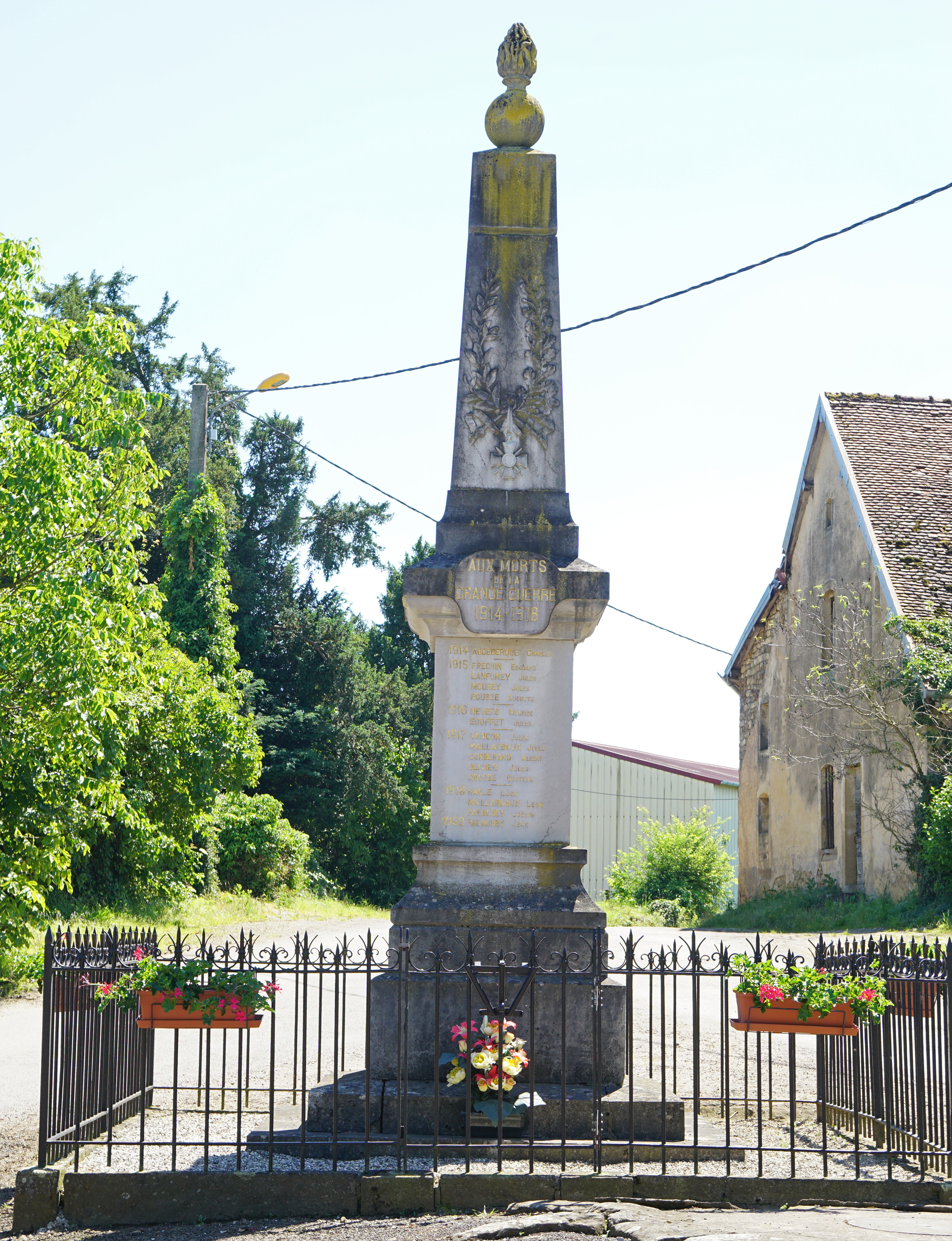
Kriegerdenkmal
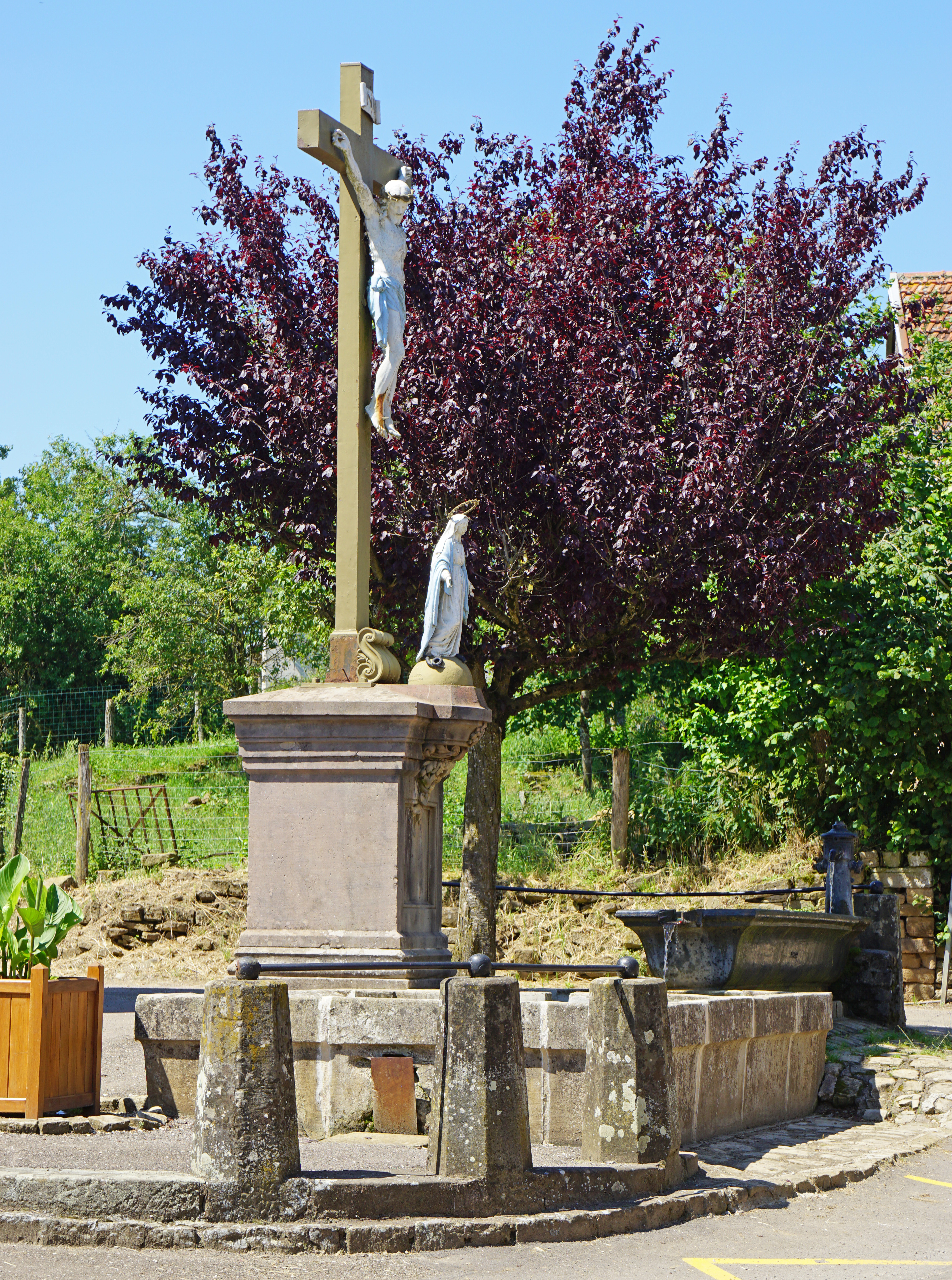
Calvaire

## Bevölkerung
| Jahr                       | 1962 | 1968 | 1975 | 1982 | 1990 | 1999 | 2006 | 2018 |
| Einwohner                  | 108  | 85   | 75   | 79   | 101  | 102  | 89   | 122  |
| Quellen: Cassini und INSEE |      |      |      |      |      |      |      |      |

Mit 127 Einwohnern (1. Januar 2022) gehört Servigney zu den kleinsten Gemeinden des Départements Haute-Saône. Nachdem die Einwohnerzahl in der ersten Hälfte des 20. Jahrhunderts deutlich abgenommen hatte (1881 wurden noch 287 Personen gezählt), wurde während der 1980er Jahre wieder ein leichtes Bevölkerungswachstum verzeichnet. Seit 1990 gab es nur noch relativ geringe Schwankungen.

## Wirtschaft und Infrastruktur
Servigney war bis weit ins 20. Jahrhundert hinein ein vorwiegend durch die Landwirtschaft (Ackerbau, Obstbau und Viehzucht) und die Forstwirtschaft geprägtes Dorf. Heute gibt es einige Betriebe des lokalen Kleingewerbes. In den letzten Jahrzehnten hat sich das Dorf zu einer Wohngemeinde gewandelt. Viele Erwerbstätige sind deshalb Wegpendler, die in den größeren Ortschaften der Umgebung und in der Agglomeration Vesoul ihrer Arbeit nachgehen.
Die Ortschaft ist verkehrstechnisch gut erschlossen. Sie liegt nahe der Hauptstraße N57, die von Vesoul nach Luxeuil-les-Bains führt. Weitere Straßenverbindungen bestehen mit Mailleroncourt-Charette und Genevrey.